# Ключар
45°20′ пн. ш. 15°46′ сх. д. / 45.33° пн. ш. 15.76° сх. д.
Ключар (хорв. Ključar) — населений пункт у Хорватії, у Карловацькій жупанії у складі громади Войнич.

## Населення
Населення за даними перепису 2011 року становило 86 осіб.
Динаміка чисельності населення поселення: